# Липа широколиста
Липа широколиста (Tilia platyphyllos) — вид деревних рослин родини мальвових (Malvaceae). Поширений в Європі та Західній Азії. Ряд рідкісних угруповань липи широколистої занесені до Зеленої книги України.

## Опис
Високе дерево до 42 м заввишки. Молоді гілки волосисті, бруньки запушені. Листки чергові, округлі або яйцеподібно-округлі, серцеподібні, по краю гострозубчасті, зісподу — з борідками білих волосків у кутах жилок; черешки листків волосисті. Квітки правильні, ясно-жовті, зібрані по 2—5 у півзонтики. Плід — горішок, грушоподібний, з п'ятьма випнутими гранями. Цвіте в червні.

## Поширення
Поширений в Європі крім півночі та сходу, а також в Західній Азії.
В Україні вид зростає в широколистяних та мішаних лісах — у Закарпатті, Прикарпатті, Опіллі, Волинському й західному Лісостепу. Культивується у садах і парках на всій території.

## Охорона

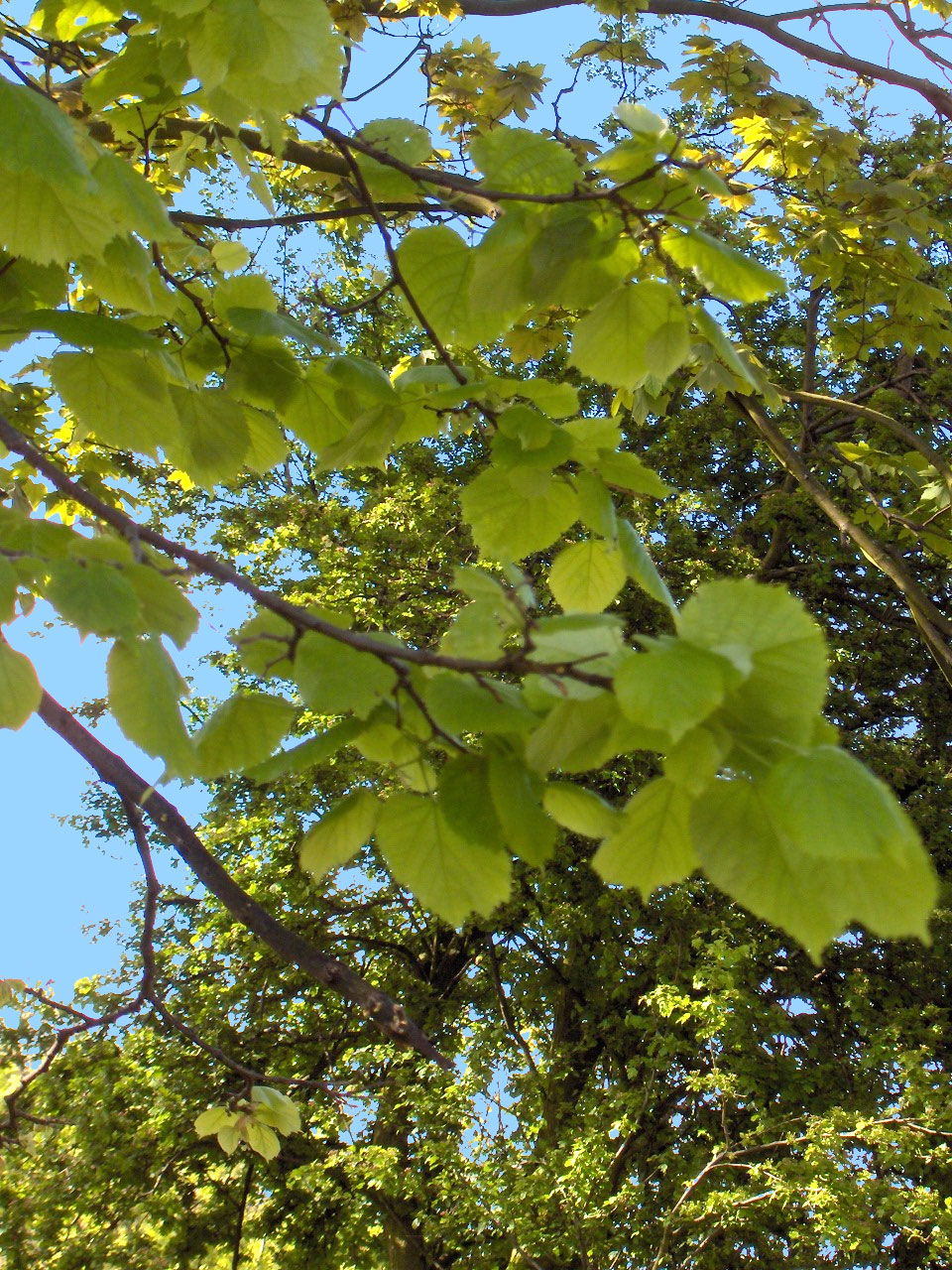

На більшій частині ареалу стан природних популяцій виду залишається більш-менш стабільним. Саме тому він, згідно Червоного списку МСОП, отримав охоронний статус «відносно благополучний вид».
Внаслідок зведення гірських лісів та погіршення стану середовища існування окремі угруповання липи широколистої стали рідкісними і тому занесені до Зеленої книги України, зокрема 3 рослинні асоціації, які належать до формації широколистолипових лісів (Tilietа platyphyllae): 1) грабово-широколистолиповий ліс перелісковий; 2)  широколистолиповий ліс залозистозубницевий; 3) широколистолиповий ліс перелісковий. Категорія охорони 2 (рідкісний тип асоційованості домінуючих видів; угруповання знаходяться на межі поширення). Статус охорони: рідкісні угруповання (характеризуються низьким ступенем трапляння і займають незначні площі). Угруповання охороняються в Карпатському біосферному заповіднику, комплексній пам'ятці природи «Гора Високий Камінь» (Закарпатська область).

## Практичне значення
Медоносна й декоративна рослина. Порівняно з липою дрібнолистою, відзначається трохи більшою нектаропродуктивністю, особливо в несприятливі роки[джерело?].
Заготівля і зберігання, хімічний склад, фармакологічні властивості і використання, лікарські форми і застосування — усе подібно, як для виду липа дрібнолиста.